# Domenico Alaleona
Domenico Alaleona (ur. 16 listopada 1881 w Montegiorgio, zm. 28 grudnia 1928 tamże)   – włoski kompozytor, muzykolog.

## Życiorys
Studiował w Akademii Muzycznej św. Cecylii w Rzymie grę na fortepianie pod kierunkiem Alessandra Bustiniego i Giovanniego Sgambatiego, grę organową u Remigia Renziego oraz kompozycję w klasie Cesarego De Sanctisa. Dyplom uzyskał w 1912 i objął katedrę estetyki i historii muzyki na tej uczelni   .
Równocześnie studiował muzykologię na Uniwersytecie Rzymskim, gdzie w 1907 przedstawił doktorską dysertację monograficzną na temat historii oratorium we Włoszech Studi su la storia dell oratorio musicale in Italia (Turin, 1908)  . W 1911 ogłosił pracę L'armonia modernissima: le tonalità neutre e l'arte di stupore (Turyn, 1911)  na temat teorii modernizmu muzycznego oraz I moderni orizzonti della tecnica musicale: teoria della divisione dell'ottava in parti uguali (Turyn, 1911)  dotyczącą współczesnej harmonii  , zwłaszcza podziału oktawy na pięć równych części (indonezyjska pentatonika slendro) . Ten techniczny zabieg kompozytorski zastosował w swoim najbardziej ambitnym utworze – operze Mirra, będącej jednak kompozycją eklektyczną i nierównomierną.
Jako dyrygent specjalizował się w muzyce chóralnej . W 1907–1911 wykładał chóralistykę w Instituto Nazionale di Musica w Rzymie . W 1926 roku założył Madrigalisti Romani, prowadził też Choral Società Guido Monaco z Livorno . Był również krytykiem muzycznym oraz działał w kierunku poprawy włoskiej edukacji muzycznej .

## Ważniejsze kompozycje
(na podstawie materiałów źródłowych   )

### Opery
- Mirra, opera, libretto wg Vittoria Alfieriego, (1913, wyst.: Rzym 1920)

### Utwory instrumentalne
- I Sinfonietta italiana „mondana” (4 Canzoni italiane), op. 37, na fortepian, (1910; późniejsza orkiestracja: na instrumenty smyczkowe, instrumenty dęte i harfę)
- 2 canzoni italiane, op.15, na instrumenty smyczkowe, harfę, wiolonczelę i kotły, (1917)
- II Sinfonietta italiana „spirituale” (4 laudi italiane), op. 38, na instrumenty smyczkowe, flety i trąbkę, (po 1910)
- 6 canzoni italiane, op. 3, na kwartet smyczkowy, (1922)
- La città fiorita, op. 12, (1918)
- 5 Impronte (Stigmata)

### Utwory wokalne
- Attollito portas, op.4, na głosy solowe, chór i orkiestrę, (1906)
- Il cantico di Frate Sole di S. Francesco D’Assisi na chór i organy, (1926, orkiestracja w 1928)
- Messa da requiem na 4 głosy i organy, (1927)